# Friedrich von Pawelsz
Friedrich von Pawelsz (* 20. September 1844 in Stettin; † 11. Februar 1905 in Berlin) war ein deutscher Vizeadmiral der Kaiserlichen Marine.

## Leben
Friedrich von Pawelsz trat am 16. Juni 1860 in die Norddeutsche Marine ein.
Als Kapitänleutnant (Beförderung am 27. Februar 1872) war er 1872 Adjutant der Kaiserlichen Stamm-Division der Nordsee-Flotte in Wilhelmshaven und 1876 Führer der I. Abteilung der I. Matrosen-Division in Kiel. Als Kapitänleutnant, später als Korvettenkapitän (Beförderung am 14. Mai 1878), war er von der erneuten in Dienststellung im Mai 1876 bis September 1878 Kommandant der Comet. Zum 19. November 1878 wurde er Abteilungsführer bei der II. Matrosen-Division. 1880 war er Direktions-Offizier der Marineakademie und -schule und dort auch Lehrer. Am 1. April 1882 übernahm er das Kommando über die erneut in Dienst gestellten Albatross und blieb bis November 1883 in dieser Kommandierung. Die Albatross sollte als erster Stationär nach Südamerika gehen. Bevor die Albatross dann Ende 1883 als Stationär in die Südsee verlegen sollte, ging von Pawelsz von Bord. Von April 1884 bis September 1884 war er Kommandant der Sachsen und war ab Oktober Kommandeur der II. Matrosen-Division in Wilhelmshaven, welche er bis September 1887 führte und wurde dort zum Kapitän zur See befördert. Er übernahm anschließend für ein Jahr die Prinz Adalbert. Von September 1888 bis Oktober 1891 war er Oberwerftdirektor der Kaiserlichen Werft Wilhelmshaven. In dieser Position wurde er mit Patent vom 22. März 1890 zum Konteradmiral befördert und erhielt Ende Juni 1891 den Roten Adlerorden 2. Klasse mit Eichenlaub verliehen. Er wurde Inspekteur der II. Marineinspektion, bevor er am 23. Februar 1892 bis zur Auflösung am 6. April 1893 Chef des Ostasiengeschwaders wurde. Am 13. Juni 1892 erhielt er die erste Stufe der zweiten Klasse des Sansibarischen Ordens „der Strahlende Stern“. Ab April 1893 war er bis September 1893 zur Verfügung des Chefs der Marinestation der Nordsee gesetzt und zugleich Chef der III. Division der Manöverflotte. Am 20. November 1893 wurde er mit dem Charakter als Vizeadmiral zur Disposition gestellt.
Als am 2. Mai 1891 der Kaiserliche Yacht-Club gegründet wurde, war er das Gründungsmitglied 374.